# Котів (Підкарпатське воєводство)

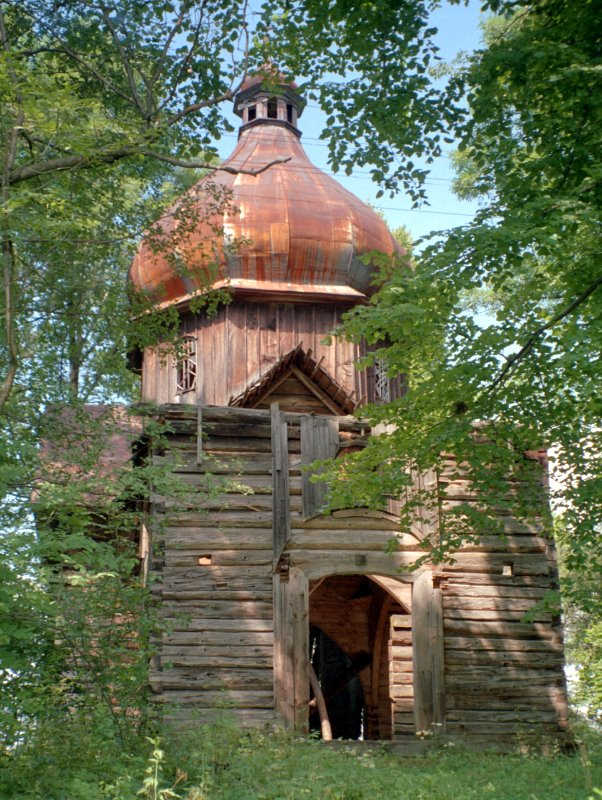

Котів (пол. Kotów) — село в Польщі, у гміні Бірча Перемишльського повіту Підкарпатського воєводства. Населення — 119 осіб (2011).
Село розташоване в долині безіменного потічка, котрий випливає з-під гори під назвою Босячка (пол. Bosaczka), висотою 451 метр, і впадає в річку Ступниця в Старій Бірчі.

## Географія
Село знаходиться на відстані 7 кілометрів на північний захід від центру гміни села Бірчі, 26 кілометрів на захід від центру повіту міста Перемишля і 45 кілометрів на південний схід від столиці воєводства — міста Ряшіва.

## Історія
В XI-XIII століттях на цих землях існувало Перемишльське руське князівство зі столицею в Перемишлі, яке входило до складу Галицького князівства, а пізніше Галицько-Волинського князівства.
Після захоплення цих земель Польщею територія в 1340–1772 роках входила до складу Перемишльської землі Руського воєводства Королівства Польського.
В 1772 році внаслідок першого поділу Польщі територія відійшла до імперії Габсбургів.
Після розпаду Австро-Угорщини і утворення Другої Речі Посполитої це село Надсяння, як й інші етнічні українські території (Лемківщина, Підляшшя, Сокальщина, Равщина і Холмщина), опинилося по польському боці розмежування, що було закріплено в Ризькому мирному договорі 1921 року. Село входило до ґміни Жогатин Добромильського повіту Львівського воєводства. На 1.01.1939 в селі було 570 жителів, з них 430 українців-грекокатоликів, 110 українців-римокатоликів, 20 поляків, 10 євреїв
Після нападу 1 вересня 1939 року Третього Рейху на Польщу й початку Другої світової війни та вторгнення СРСР до Польщі 17 вересня 1939 року Котів, що знаходиться на правому, східному березі Сяну, разом з іншими навколишніми селами відійшов до СРСР і ввійшов до складу Бірчанського району (районний центр — Бірча) утвореної 27 листопада 1939 року Дрогобицької області УРСР (обласний центр — місто Дрогобич).
З початком німецько-радянської війни село вже в перший тиждень було зайняте військами вермахту.
В кінці липня 1944 року село було зайняте Червоною Армією.
13 серпня розпочато мобілізацію українського населення Дрогобицької області до Червоної Армії (облвоєнком — підполковник Карличев).
В березні 1945 року Котів, як і весь Бірчанський район з районним центром Бірча, Ліськівський район з районним центром Лісько та західна частина Перемишльського району включно з містом Перемишль зі складу Дрогобицької області передано Польщі.
Москва підписала й 16 серпня 1945 року опублікувала офіційно договір з Польщею про встановлення лінії Керзона українсько-польським кордоном та, незважаючи на бажання українців залишитись на рідній землі, про передбачене «добровільне» виселення приблизно одного мільйона українців з «Закерзоння», тобто Підляшшя, Холмщини, Надсяння і Лемківщини.,
Розпочалося виселення українців з рідної землі. Проводячи депортацію, уряд Польщі, як і уряд СРСР, керувалися Угодою між цими державами, підписаною в Любліні 9 вересня 1944 року, але, незважаючи на текст угоди, у якому наголошувалось, що «Евакуації підлягають лише ті з перелічених (…) осіб, які виявили своє бажання евакуюватися і щодо прийняття яких є згода Уряду Української РСР і Польського Комітету Національного Визволення. Евакуація є добровільною і тому примус не може бути застосований ні прямо, ні посередньо. Бажання евакуйованих може бути висловлено як усно, так і подано на письмі.», виселення було примусовим і з застосуванням військових підрозділів.
Українське населення села, якому вдалося уникнути депортації до СРСР, попало в 1947 році під етнічну чистка під час проведення Операції «Вісла» і було виселено на ті території у західній та північній частині польської держави, що до 1945 належали Німеччині. Протягом 1-5 липня 1947 року підрозділами Війська Польського з Котіва депортовано 28 польських громадян української національності. Згідно з документами операції «Вісла», після цього в селі залишилось 58 поляків та 5 українців.
У 1975-1998 роках село належало до Перемишльського воєводства.

## Населення
Демографічна структура станом на 31 березня 2011 року:
|          | Загалом | Допрацездатний вік | Працездатний вік | Постпрацездатний вік |
| -------- | ------- | ------------------ | ---------------- | -------------------- |
| Чоловіки | 56      | 16                 | 38               | 2                    |
| Жінки    | 63      | 20                 | 36               | 7                    |
| Разом    | 119     | 36                 | 74               | 9                    |

- 1785 — 158 мешканців (145 греко-католиків та 13 римо-католиків)
- 1921 — 83 будинки й 481 мешканець (360 греко-католиків, 110 римо-католиків та 10 юдеїв)
- 1939 — 570 мешканців, з них 540 українців (430 греко-католиків, 110 римо-католиків), 20 поляків, 10 євреїв.
- 2006 — 111 мешканців